# Astro Note
Astro Note (Astro Note, Asutoro Nōto) est une série télévisée d'animation originale produite par le studio Telecom Animation Film. Elle est réalisée par Haruki Kasugamori et scénarisée par Kimiko Ueno. Elle est diffusée du 5 avril au 22 juin 2024.

## Synopsis
Takumi, un chef cuisinier talentueux, vient d'être licencié. Il décroche un poste dans une ancienne pension appelée « Astro-sou » dont la belle et charmante propriétaire se nomme Mira. Ce qu'il accepte après avoir appris qu'il doit également y vivre à plein temps. Les deux adultes commencent à travailler ensemble et Takumi développe des sentiments pour Mira.
Un jour, en cuisinant pour les résidents de la pension. Takumi apprend enfin la véritable identité de Mira : elle est la princesse héritière de la planète Widi et elle est venue à Astro-sou pour trouver la clé qui lui permettra de récupérer sa planète et être couronnée reine. Takumi décide de l'aider et de garder l'identité de Mira secrète envers les autres locataires. L'histoire suit la vie quotidienne des habitants d'Astro-sou et la manière dont Takumi aide Mira à trouver cette fameuse clé.

## Personnages
Mira Gotokuji (豪徳寺ミラ, Gotokuji Mira)
Voix japonaise : Maaya Uchida
Il s'agit de la propriétaire de la pension « Astro-sou ». C'est en réalité une extraterrestre qui est la princesse héritière de sa planète.
Takumi Miyasaki (宮坂拓己, Miyasaki Takumi)
Voix japonaise : Soma Saito
Personnage principal de l'histoire, chef cuisinier licencié, il est engagé pour travailler dans la cuisine de la pension « Astro-sou ».
Ren Wakabayashi (若林蓮, Wakabayashi Ren)
Voix japonaise : Rie Kugimiya
Tomihiro Wakabayashi (若林富裕, Wakabayashi Tomihiro)
Voix japonaise : Tomokazu Sugita
Shokichi Yamashita (山下正吉, Yamashita Shokichi)
Voix japonaise : Shin'ichirō Miki
Teruko Matsubara (松原照子, Matsubara Teruko)
Voix japonaise : Ai Furihata (ja)
Aoi Uemachi (上町葵, Uemachi Aoi)
Voix japonaise : Yui Ogura
Naosuke (ナオスケ)
Voix japonaise : Jun'ichi Suwabe
Shoin Ginger (ショーイン・ジンジャー, Shōin Jinjā)
Voix japonaise : Jun Fukuyama
Oba-chan (おばちゃん)
Voix japonaise : Kujira

## Production
Le 30 novembre 2023, lors de la Comic Con Experience, Crunchyroll dévoile une nouvelle série originale animée par Telecom Animation Film. Elle est réalisée par Haruki Kasugamori et scénarisée par Kimiko Ueno. Shinji Takamatsu (ja) est le directeur général, Eisaku Kubonouchi s'occupe du design des personnages, Maho Aoki adapte les différents designs pour l'animation et Kōhei Munemoto compose la musique. La série est diffusée depuis le 5 avril 2024 au 22 juin 2024 au Japon sur Tokyo MX et d'autres chaînes. Elle est également diffusée en simulcast sur Crunchyroll dans la plupart des pays,.
Ai Furihata (ja) interprète le générique de début intitulé Hohoemi Nōto (ホホエミノオト) tandis que Maaya Uchida et Soma Saito interprètent le générique de fin intitulé Kokoro no Kagi (ココロのカギ).